# Dacryodes heterotricha
Dacryodes heterotricha är en tvåhjärtbladig växtart som först beskrevs av François Pellegrin, och fick sitt nu gällande namn av Herman Johannes Lam. Dacryodes heterotricha ingår i släktet Dacryodes och familjen Burseraceae. Inga underarter finns listade i Catalogue of Life.